# Campeonato Citadino de Gravataí de 2014
O Campeonato Citadino de Gravataí de 2014 é uma competição amadora de futebol de campo do município de Gravataí. Ela é organizado pela Liga Gravataiense de Futebol com o apoio da Prefeitura de Gravataí, através da Secretaria de Esporte e Lazer (SMEL). 
A primeira Assembléia Anual foi realizada no dia 14 de fevereiro na sede da Liga Gravataiense de Futebol com a participação da maioria dos dirigentes dos clubes. Foi apresentada a prestação de contas referente ao ano de 2013, o calendário para 2014, novo modelo de fichas para o campeonato, bem como incentivos do governo municipal e federal para melhorias nas praças de esportes. A previsão era iniciar o campeonato com as categorias Especial de Amadores e Master, e posteriormente inserir as categorias Veterano, Sub-16, Sub-15, Sub-11, Sub-9 e a novidade de um campeonato da categoria Feminino. 
A competição teve início no dia 13 de abril com a categoria Master destinada a atletas acima dos 50 anos.  A categoria Especial de Amadores de Gravataí iniciou no dia 27 de abril.  Nenhuma categoria do campeonato será interrompida durante a Copa do Mundo no Brasil. 

## Categorias

### Categoria Especial de Amadores
Os dois times rebaixados para o Campeonato Citadino de Gravataí de 2015 - Categoria Acesso de Amadores são o Parceiros do Rincão e o [Time2].
Final 
|  |  | – |  |  |
|  |  |   |  |  |

| Campeonato Citadino de Gravataí de 2014 Categoria Especial de Amadores |
| ---------------------------------------------------------------------- |
| Campeão                                                                |

### Categoria Master
Final 
|  |  | – |  |  |
|  |  |   |  |  |

| Campeonato Citadino de Gravataí de 2014 Categoria Master |
| -------------------------------------------------------- |
| Campeão                                                  |